# 春日博文 (実業家)
春日 博文（かすが ひろふみ、1988年2月22日 - ）は、日本の実業家。
ポート株式会社の創業者・代表取締役社長。

## 人物・経歴
埼玉県東松山市生まれ。
学生起業した中央大学の学生と飲み会で知り合ったことをきっかけに、学習院大学経済学部在学中に新卒採用支援やプロモーション支援の個人事業を開始した。
2011年、大学卒業と同時に現・ポート株式会社の前身となる株式会社ソーシャルリクルーティングを創業。
2018年12月に30歳（当時）で同社を東京証券取引所マザーズと福岡証券取引所Q-Boardへ重複上場させた。
「世界中に、アタリマエとシアワセを。」をコーポレート・ミッションに掲げ、バーティカルメディア事業（領域特化型のメディア事業）を展開。現在は、就職、リフォーム、ファイナンス、エネルギーの4つの領域を対象にしたバーティカルメディア事業を進めながら、参入領域の拡張に力を入れている。
“No Action, No Change”、“世の中に「あったらいいな」ではなく、「なくてはならない」を創る”がモットー。